# Xenasteia sabroskyi
Xenasteia sabroskyi är en tvåvingeart som beskrevs av Hardy 1980. Xenasteia sabroskyi ingår i släktet Xenasteia och familjen Xenasteiidae.
Artens utbredningsområde är Hawaii. Inga underarter finns listade i Catalogue of Life.